# Orions sköld

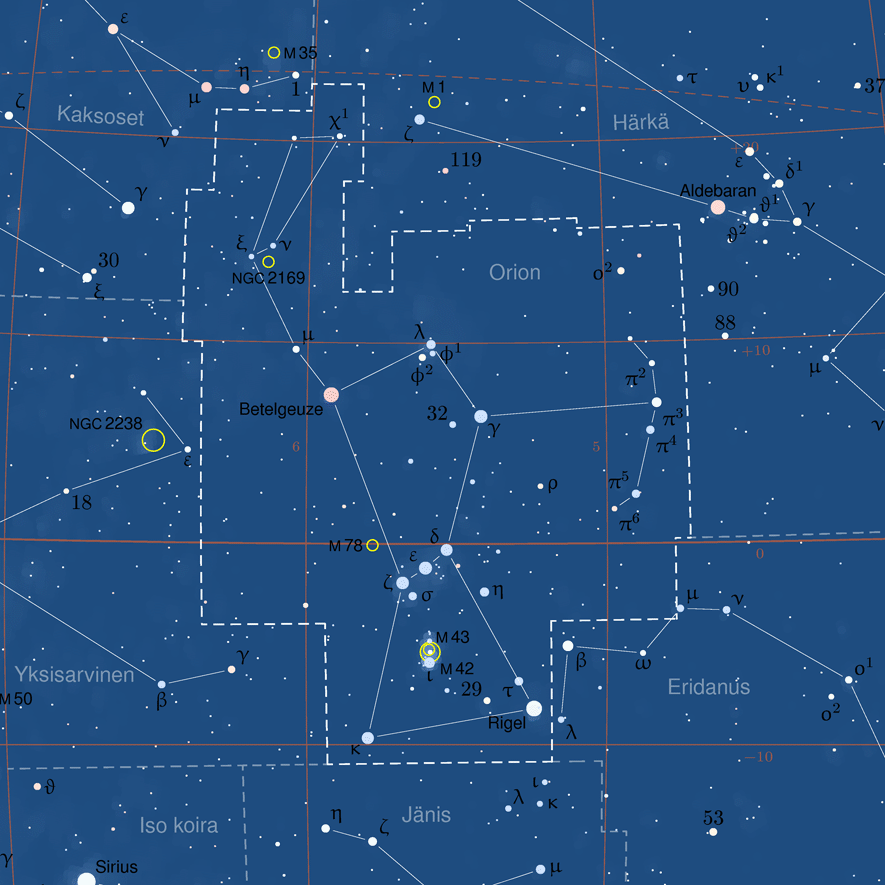
Orions stjärnbild där Pi Orionis-stjärnorna bildar en sköld på Orions utsträckta arm.

Orions sköld är en av flera astronomiska asterismer i stjärnbilden Orion. Den består av en grupp spridda stjärnor som fått den gemensamma Bayer-beteckningen Pi Orionis.
- π1 Orionis eller 7 Orionis är den översta stjärnan i skölden och har magnitud 4,66. Den är en blåvit stjärna av spektraltyp A3V[1], 121 ljusår från jorden.
- π2 Orionis eller 2 Orionis är den näst översta stjärnan i skölden och har magnitud 4,35. Den är en blåvit stjärna av spektraltyp A1V[2], 194 ljusår från jorden.
- Tabit, π3 Orionis[3], eller 1 Orionis är den ljusstarkaste stjärnan i skölden med magnitud 3,19.[4] Tabit är en gulvit stjärna av spektraltyp F6V, ungefär 26 ljusår från jorden[5].  Den är en misstänkt variabel som varierar i ljusstyrka 3,15-3,21[6]
- π4 Orionis eller 3 Orionis är en spektroskopisk dubbelstjärna. Det är den näst ljusstarkaste stjärnan i skölden med magnituden 3,68, en varibel som varierar i ljusstyrka med 0,003 magnituder.[7]. Den är en blåvit stjärna av spektraltyp B2III[8], 1300 ljusår från jorden. Den är en av de mest luminiösa stjärnor som astronomerna känner till.
- π5 Orionis eller 8 Orionis är också en spektroskopisk dubbelstjärna. Den är en ellipsoidisk variabel som varierar i magnituden 3,66-3,73.[9]. Den är en blåvit stjärna av spektraltyp B3III[10], 1342 ljusår från jorden. Den bildar en visuell dubbelstjärna med 5 Orionis.
- π6 Orionis eller '10 Orionis är en variabel stjärna som varierar i magnituden 4,45-4,49.[11]. Den är en orange stjärna av spektraltyp K0/1III.[12]

Asterismen har också haft det kinesiska namnet 參旗 (Shēn Qí), De tre stjärnornas baner, och var som sådan en av de tjugoåtta stjärnbilder som kallades herrgårdar.